# Randy Peterson
Randy Peterson is een Amerikaanse jazzdrummer en -percussionist op het gebied van jazz en geïmproviseerde muziek.

## Biografie
Peterson werkte aan het begin van zijn carrière in de vroege jaren 1990 in de formaties van Joe Maneri en zijn zoon Mat Maneri. Peterson speelde ook met Nate McBride, Pandelis Karayorgis, Tony Malaby, Dave Ballou en Michael Formanek. Op het gebied van jazz was hij tussen 1993 en 2006 betrokken bij 22 opnamesessies. Peterson is momenteel ook betrokken bij Terrence McManus, John Hébert en Travis Laplante.

## Discografie
- 1993: Joe Maneri: Coming Down the Mountain (HatHut Records)
- 1997/1998: Joe Maneri: The Trio Concerts (Leo)
- 1998: Mat Maneri: So What? (hatOLOGY), met Matthew Shipp
- 2005: Mark O'Leary / Mat Maneri / Randy Peterson: Self-Luminous (Leo Records)